# Comuna de Wiśniew
Wiśniew (polaco: Gmina Wiśniew) é uma gminy (comuna) na Polónia, na voivodia de Mazóvia e no condado de Siedlecki. A sede do condado é a cidade de Wiśniew.
De acordo com os censos de 2004, a comuna tem 5907 habitantes, com uma densidade 46,9 hab/km².

## Área
Estende-se por uma área de 125,87 km², incluindo:
- área agricola: 72%
- área florestal: 21%

## Demografia
Dados de 30 de Junho 2004:
|                      | Total   | Total | Mulheres | Mulheres | Homens  | Homens |
| -------------------- | ------- | ----- | -------- | -------- | ------- | ------ |
|                      | pessoas | %     | pessoas  | %        | pessoas | %      |
| População            | 5907    | 100   | 2951     | 50       | 2956    | 50     |
| Densidade (pop./km²) | 46,9    | 100   | 23,4     | 23,4     | 23,5    | 23,5   |

De acordo com dados de 2002, o rendimento médio per capita ascendia a 1200,28 zł.

## Subdivisões
- Borki-Kosiorki, Borki-Paduchy, Borki-Sołdy, Ciosny, Daćbogi, Gostchorz, Helenów, Kaczory, Lipniak, Łupiny, Mościbrody, Mościbrody-Kolonia, Mroczki, Myrcha, Nowe Okniny, Okniny-Podzdrój, Pluty, Radomyśl, Stare Okniny, Stok Wiśniewski, Śmiary, Tworki, Wiśniew, Wiśniew-Kolonia, Wólka Wiśniewska, Wólka Wołyniecka, Zabłocie.

## Comunas vizinhas
- Domanice, Łuków, Siedlce, Skórzec, Zbuczyn